# Gouvernement D'Azeglio I
Royaume de Sardaigne
Launay D'Azeglio II
Le gouvernement D'Azeglio I (Governo D'Azeglio I, en italien) est le gouvernement du royaume de Sardaigne entre le 7 mai 1849 et le 21 mai 1852, durant la IIIe législature et la IVe législature.

## Historique

### Président du conseil des ministres
Massimo d'Azeglio